# Штангенглибиномір

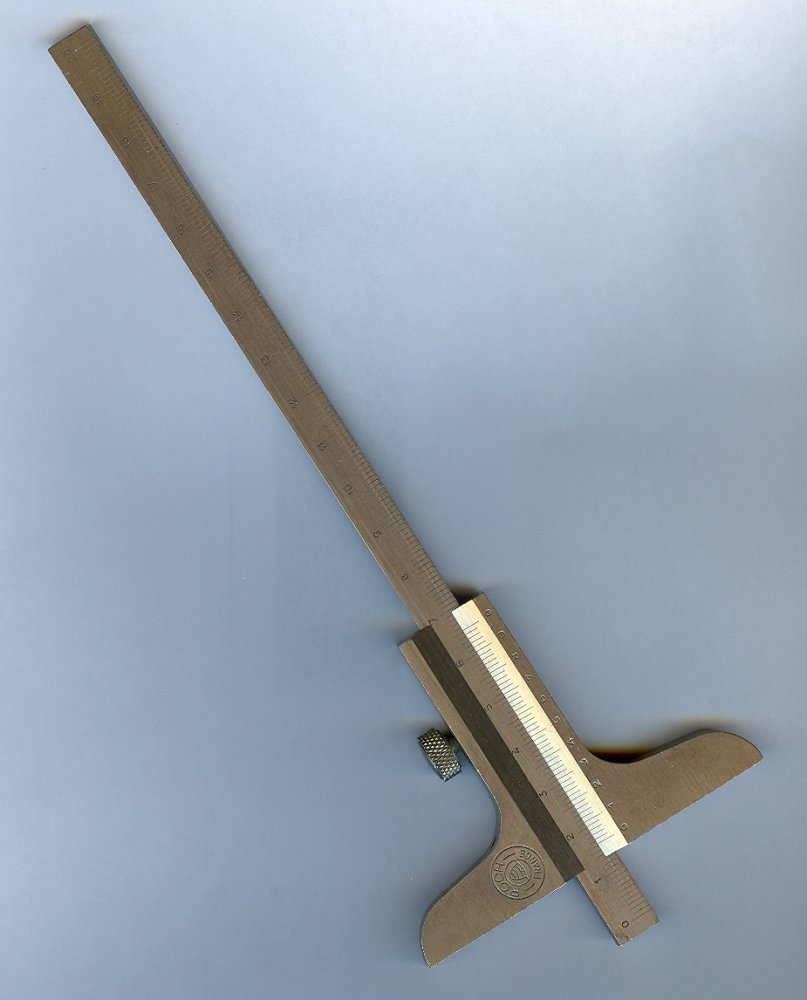
Штангенглибиномір

Штангенглибиномі́р — інструмент для вимірювання глибин отворів, пазів, висоти уступів тощо. Штангенглибиномір має будову подібну до штангенциркуля, але на штанзі інструменту відсутні губки.

## Класифікація
Штангенглибиноміри за ГОСТ 162-90  виготовляються наступних типів:
- ШГ — з відліком по ноніусу;
- ШГК — з відліком по коловій шкалі;
- ШГЦ — з електронним цифровим пристроєм відліку.

Штангенглибиноміри виготовляють з границями вимірювання від 0 до 160, 200, 250, 300, 400, 630, 1000 мм і з точністю відліку 0,02; 0,05 і 0,1мм 

## Будова
Штангенглибиномір типу ШГ має рамку з основою, що переміщується по штанзі. Вимірювальними поверхнями штангенглибиноміра є плоска основа і торець штанги. На штанзі нанесені міліметрові поділки; рамка має проріз, у якому розташовано ноніус. 
При вимірюванні штангенглибиномір встановлюють його основою на краї отвору, а штанга висувається до упору у дно отвору чи пазу. Розмір визначається так же, як і за штангенциркулем.

## Позначення
Приклад умовного позначення штангенглибиноміра типу ШГ з діапазоном вимірювання 0...630 мм і значенням відліку за ноніусом 0,05 мм:
Штангенглибиномір ШГ-630-0,05 ГОСТ 162-90
Те ж, штангенглибиноміра типу ШГК з діапазоном вимірювання 0...250 мм і ціною поділки 0,02 мм:
Штангенглибиномір ШГК-250-0,02 ГОСТ 162-90
Те ж, штангенглибиноміра типу ШГЦ з діапазоном вимірювання 0...200 мм і кроком дискретності 0,01 мм:
Штангенглибиномір ШГЦ-200-0,01 ГОСТ 162-90